# هيسبانو سويسا
هيسبانو-سويساأو هيسبانو-سويزا بالإسبانية (Hispano-Suiza) وتعني حرفيا (إسباني-سويسري) شركة سيارات إسبانية معروفة بسياراتها الفارهة وصناعة محركات الطائرات في فترة ما قبل الحرب العالمية الثانية.
في سنة 1923م صار فرعها الفرنسي شبه مستقل عن الشركة الأم وهو الآن منذ شهر ماي 2005 جزء من مجموعة سافران قامت الشركة الإسبانية الأم سنة 1946 ببيع كل الموجودات من السيارات لشركة Enasa مصنع شاحنات وحافلات بيغاسو (Pegaso).

## الشعار
يمثل شعار الشركة علمي إسبانيا وسويسرا ويظهر ذلك أيضا في اسمها «هيسبانو» إشارة للعملة أو الشعب الإسباني و«سويسا» إشارة للهندسة السويسرية، وهذا يعني أن الاقتصاد والمال للجانب الإسباني، والتصميم والابتكار للجانب السويسري.[بحاجة لمصدر]

## تاريخ الشركة

### أيامها الأولى
تعود قصة شركة هيسبانو سويسا إلى نهاية القرن التاسع عشر بالتحديد سنة 1898 حيث أسس قائد مدفعية إسباني يدعى إيميليو دي لا كوادرا شركة لصناعة السيارات الكهربائية تحت اسم لا كوادرا وقام بتوظيف مهندس سويسري يدعى مارك بيركيت حيث قامت المؤسسة الجديدة بإنتاج أول محركاتها التي تعمل بالغاز من تصميمات بيركيت، ثم مالثبت أن وقعت الشركة في أزمة ديون جعلتها تفلس سنة 1903 تجاه رجل أعمال إسباني يدعى دانيال ماثيو، واعتقد السيد دانيال ماثيو بأن الحل الوحيد لاسترجاع ماله هو إنشاء شركة ثابتة القواعد المالية وهذا ماحصل حيث قام هو والسيد مارك بيركيت ببعث الشركة من جديد وقامو يإعادة تسميتها إلى هيسبانو سويسا لشرف جنسيتي المؤسسين أو بشكل رسمي Sociedad Hispano-Suiza, fabrica de automoviles, systema Birkigt.
في سنة 1911 قام مارك بيركيت بإنشاء مصنع في ليفالوا-بيري بالقرب من مدينة باريس خصص لصناعة المحركات وهياكل السيارات.

### في الحرب العالمية الأولى
سنة 1914 قامت الشركة بفتح مصنع آخر بالقرب من باريس لتجميع وبيع السيارات الفاخرة المصنوعة في إسبانيا في السوق الفرنسية وقام هذا المصنع بتدعيم الصناعة الحربية في الحرب العالمية الأولى بصناعته لمحركات الطائرات الخفيفة.
سنة 1916 قامت الشركة بإنتاج سلسلة من محركات الطائرات وبالخصوص الطائرة الفرنسية SPAD VII التي كان يقودها الطيار الفرنسي البطل جورج غوينيمير وكان اسم سربه La Cicogne (اللقلق) وفيما بعد تم تبني هذا الشعار من قبل هيسبانو سويسا تكريما للطيارين الأبطال في الحرب العالمية الأولى.

### مابعد الحرب العالمين الأولى 1919-1929
تعرف هذه الفترة في تاريخ شركة هيسبانو سويسا بالعصر الذهبي.
1919 بعد نهاية الحرب صارت الشركة تتمتع بسمعة عالية فقد قامت باسترجاع الصناعة المدنية وقامت بتحويل خبرات الشركة في الصناعة العسكرية لصناعة السيارات والحافلات والقطارات والطائرات والمضي في إنتاج منتجات مبتكرة حيث قامت بتقديم سيارتها الراقية H6 32CV المعروفة بالرولز رويس الفرنسية في أول معرض سيارات بعد الحرب وقد قامت بتزيينها بشعار اللقلق على شرف سرب الطيار الفرنسي جورج غوينيمير. 

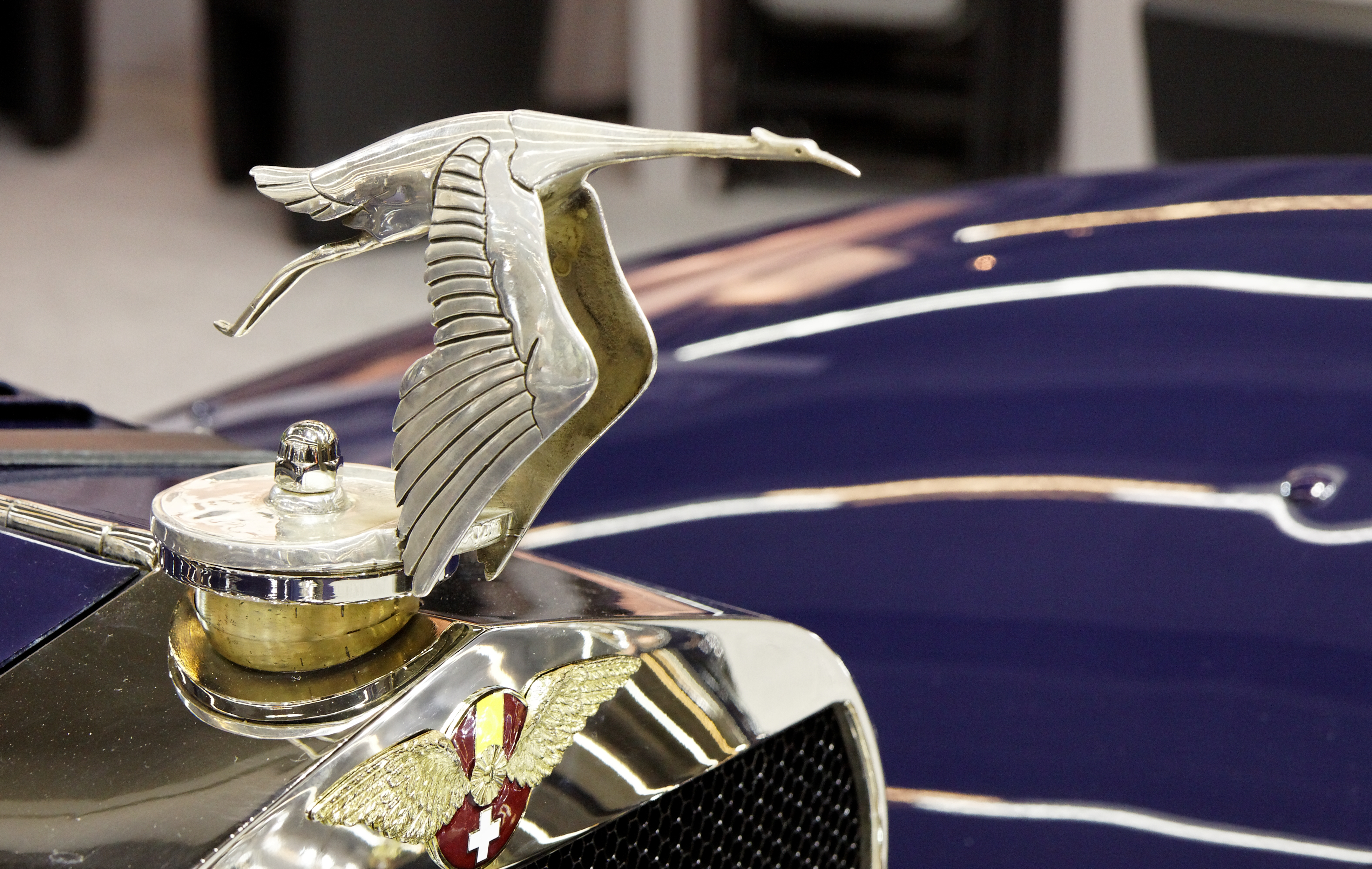
شعار اللقلق الذي استخدم لشرف الطيار جورج غوينيمير

1923 كان الجناح الفرنسي للشركة مدرج تحت اسم Societé Française Hispano-Suiza، وكانت الشركة الإسبانية الأم تملك 71% من رأس المال وبعد ذلك بدأ الجناح الفرنسي يتمتع بالاستقلالية المالية إلى أن استقل عن الشركة الأم سنة 1923.
1929 جعل الأداء المنقطع النظير لمحركات الطائرات الخاصة بهسبانو سويسا بتسجيل 14 رقم قياسي منها رحلة الطيران من باريس إلى نيويورك التي قام بها ديودوني كوست وموريس بيلون في 13 جويلية 1929.
وتم أيضا بناء نفق رياح في إحدى الضواحي الباريسية (بوا-كولومب بالفرنسية Bois-Colombes) وذلك للقيام بتجريب الطائرات الجديدة

### الحرب العالمية الثانية
مع حلول الحرب العالمية الثانية أوقفت شركة هيبانو سويسا صناعة السيارات لتقوم بتدعيم صناعة الأسلحة الحربية من جديد، ومن ضمن صناعتها كان محرك الطائرات مائي التبريد هيسبانو-سويسا 12واي ونتيجة للطلب العالي على هذا المحرك لم تستطع الشركة تلبية الكمية المطلوبة منه مما جعل العديد من الطائرات الفرنسية غير قابلة للخدمة.
وقد تم تطوير سلسلة من الرشاشات المضادة للطائرات من عيار 20 ملم، هيسبانو-سويساإتش إس.9 كان أول الإصدارات ثم تم إنتاج المدفع المشهور هيسبانو-سويزا إتش إس.404 وسمح بصناعة هذا الرشاش في بريطانيا واستخدم تقريبا في جميع مقاتلات سلاح الجو الملكي والقوات الفرنسية كما تمت صناعته في الولايات المتحدة الأمريكية.
وتبعه إنتاج ناجح كذالك وهو هيسبانو-سويسا إتش إس.820 واستخدم في الولايات المتحدة باسم إم139.في سنة 1970 قامت شركة هيسبانو-سويسا ببيع شعبة الأسلحة لشركة Oerlikon وأعيد تسمية الرشاش إتش إس.820 إلى كاد (KAD).

## معرض صور

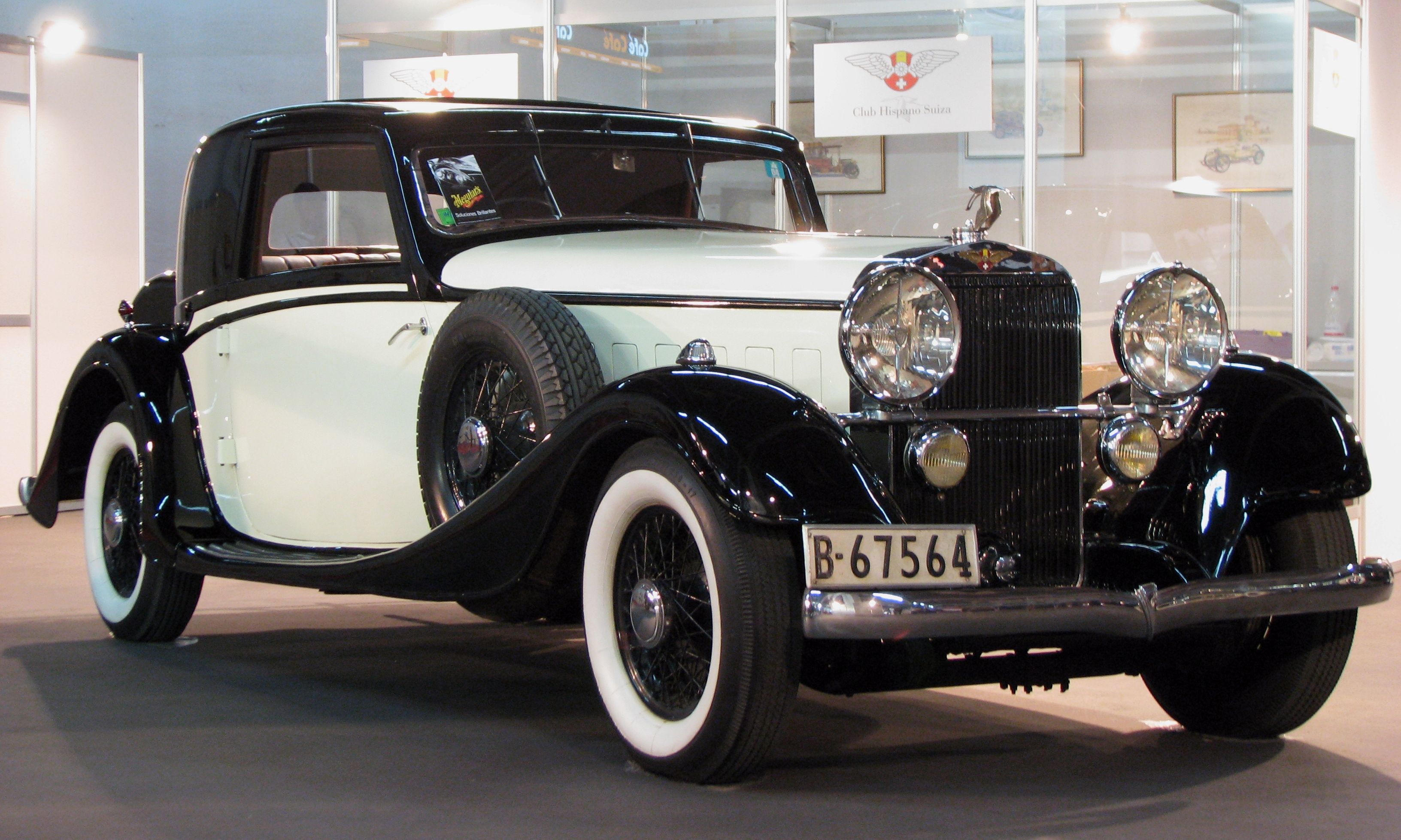
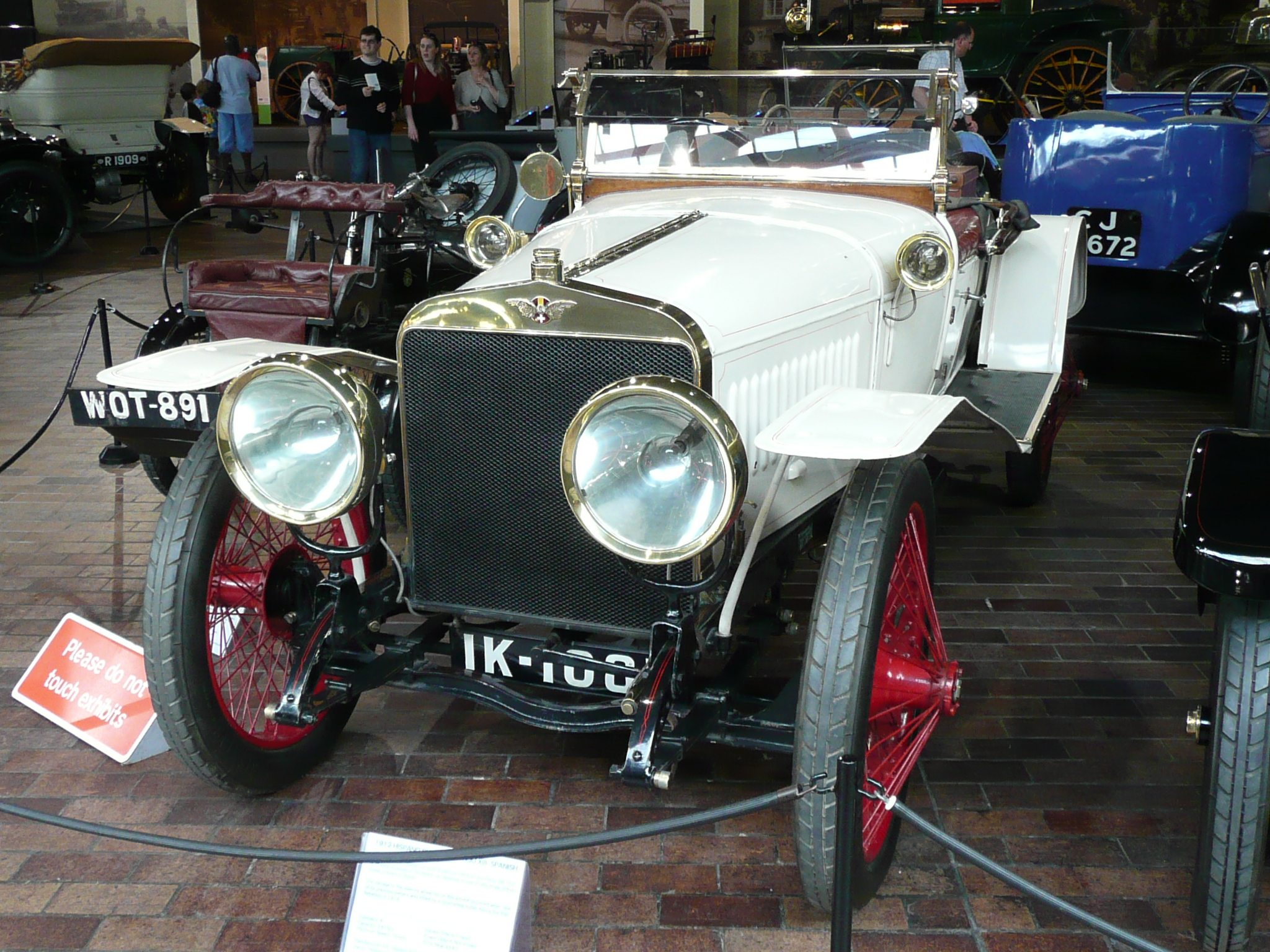
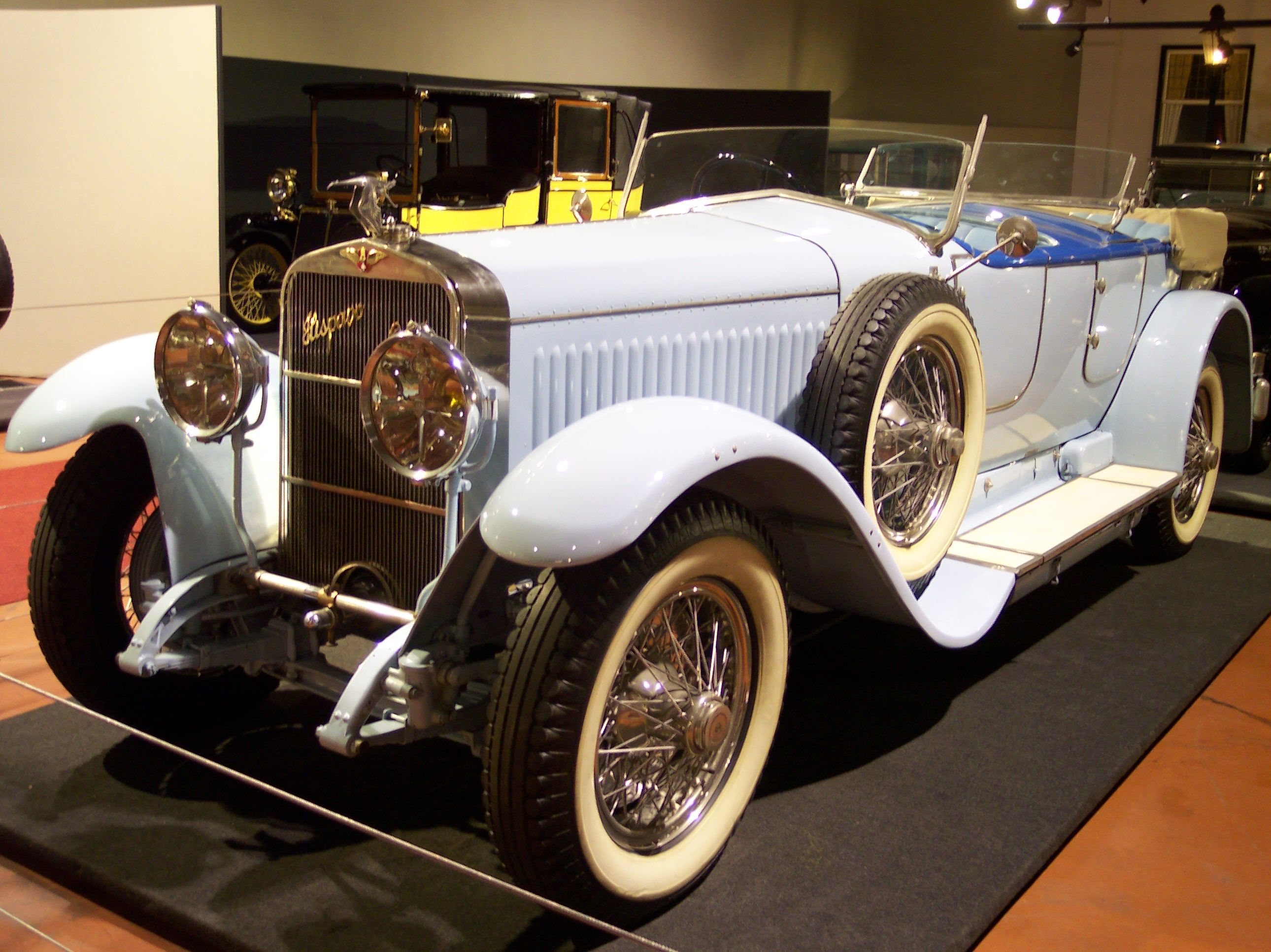
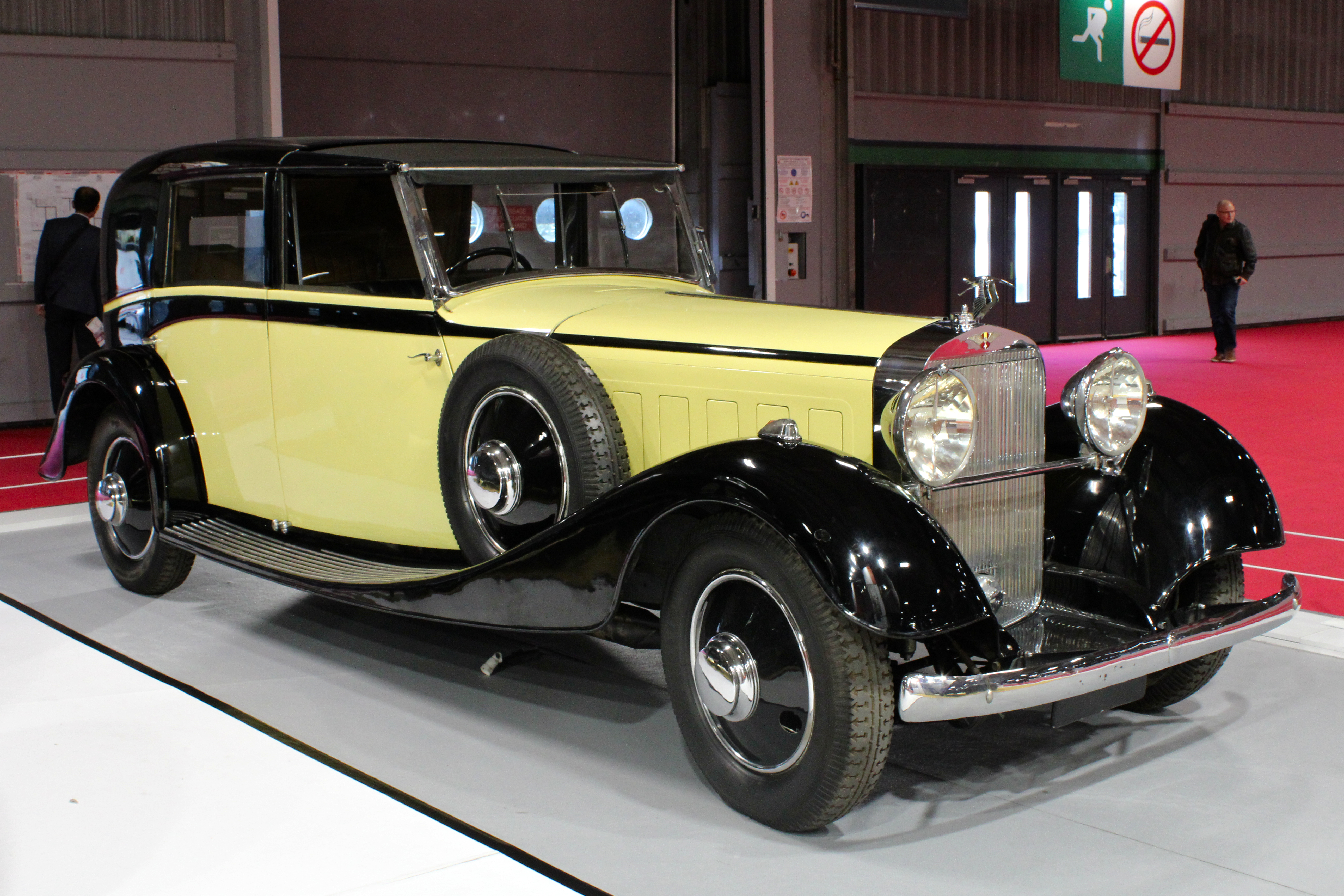
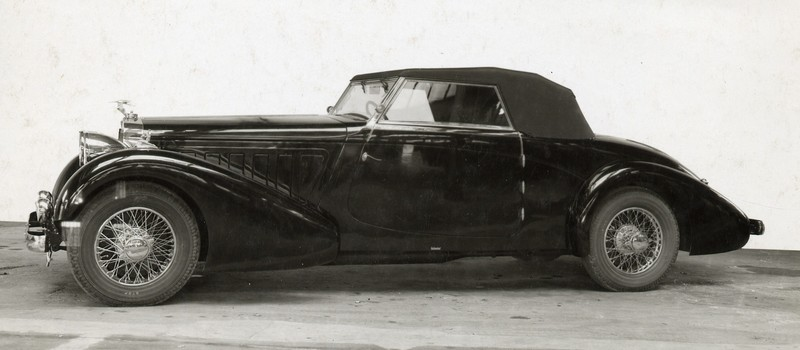
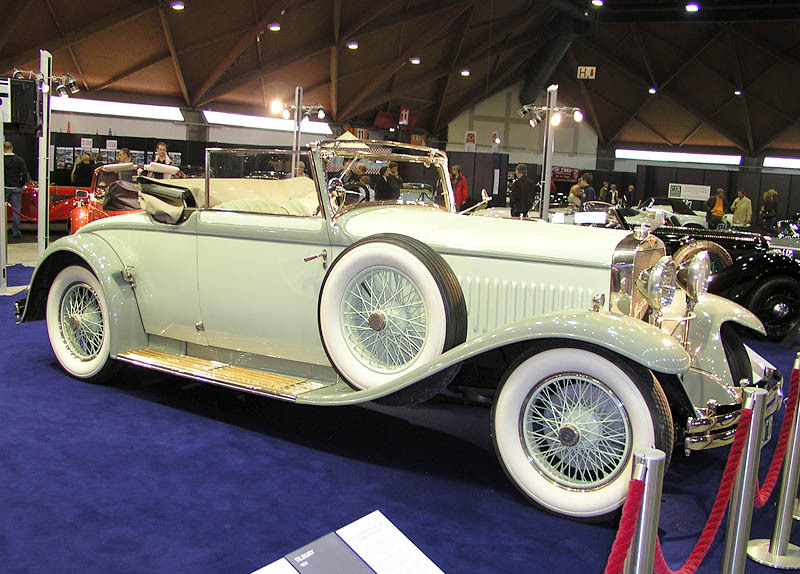